# Довгялло, Дмитрий Иванович
Дмитрий Иванович Довгялло (бел. Дзмітрый Іванавіч Даўгяла; 1 ноября 1868, Козьяны Витебской губернии ― 1942, Казахстан) ― российский и белорусский историк и археограф.

## Биография
Родился в семье православного сельского священника в деревне Козьяны Городокского уезда Витебской губернии (совр. Шумилинский район, Витебская область, Беларусь). Отец ― Довгялло Иоанн Иванович, ксендз в Климовичском уезде, Лозовицкой Администрации в 1870 году. Окончил Витебскую духовную семинарию (1890) и Петербургскую духовную академию (1894). Кандидат богословия (специализировался по церковной унии).
Преподавал в духовной семинарии и мужской гимназии в Витебске. В 1894 году назначен помощником инспектора Витебской духовной семинарии. В 1895 году одновременно исполняет обязанности редактора «Полоцких епархиальных ведомостей».
Считал себя русским, но гордился тем, что выводил своё родословие из древнего рода Великого княжества Литовского.
С 1897 года работал архивариусом в Витебском центральном архиве древних актовых книг, позже заведующим, преподавал в семинарии. В архиве Довгялло возглавил работу над изданием очередных (с 27-го по 32-й) томов Историко-юридических материалов — археографического издания архива. Под руководством Довгялло качество публикаций в ИЮМ улучшилось — тексты стали передаваться, придерживаясь оригинала; кроме того, ко всем томам были составлены примечания, указатели и историко-археографические предисловия. В томах 30 и 32 Довгялло применил приём сплошной публикации документов.
После ликвидации Витебского центрального архива древних актов в 1903 году Довгялло занял должность помощника архивариуса Виленского Центрального архива древних актовых книг и стал членом Виленской комиссии для разбора и издания древних актов (иначе Виленская археографическая комиссия), с 1913 года — её председатель.
Был одним из редакторов (совместно с М. Н. Дмитриевым и А. А. Ляхницким) ежедневной общественной, политической и литературной газеты «Белая Русь» (выходила с февраля по июль 1906 года), с 1910 года редактором ежегодных «Записок Северо-Западного отдела Русского географического общества». Статьи по церковной истории в Западной России и истории Северо-Западного края («Виленская Св.-Духова обитель и начало в ней мужеского иноческого общежития», «Большой Виленский собор 1509 года», «Битва при Грюнвальде 15 июля 1410 г.», «Петр Великий для Западной Руси», «Иван Петрович Корнилов и его заслуги для Северо-Западного края» и тому подобные) помещал в «Виленском календаре» и «Памятной книжке Виленской губернии».
В связи с войной в 1915 году переезжает в Могилёв, где прожил 10 лет, преподавал там, и с 1921 года заведовал Могилёвским архивом. На Первой всебелорусской конференции архивных работников в мае 1924 года выступил с докладом «Археографические работы в Белоруссии», на Первом съезде исследователей белорусской археологии и археографии в январе 1926 года — с докладом о Метрике Великого княжества Литовского. С 1925 года — учёный секретарь Археологической комиссии Инбелкульта, один из инициаторов издания «Беларускага архіва» (им планировалось издание к 1933 году 7 томов), доцент Белорусского государственного университета, где читает лекции по источниковедению. С 1929 года — директор библиотеки Белорусской академии наук, с 1937 года — научный сотрудник Института истории БАН.
В 1937 году арестован как немецкий шпион. Впоследствии выслан в Среднюю Азию, умер в с. Пахта-Арал (Казахстан).

## Творчество
Автор работ по истории городов феодального времени, описаний Креста преподобной Ефросиньи, княжны Полоцкой, древнего Минска, Витебска, Орши. Участвовал в издании «Историко-юридических материалов…» и Актов Виленской археографической комиссии. Один из составителей «Истории Белоруссии в документах и материалах» (т. 1, 1936).

### Основные публикации
- Беларускі архіў. Т. 1. Матэрыялы i дакументы да гісторыi Беларуска-Літоўскай дзяржавы (XVI—XVII ст.) / Склад. З. Даўгяла. — Мінск: Інстытут беларускай культуры, 1927. — 268 с.
- Беларускі архіў. Т. 2. Літоўская метрыка (XV—XVI ст.) / Склад., уступ. арт. З. Даўгяла. — Мінск: Інстытут беларускай культуры, 1928. — 343 с.
- Беларускі архіў. Т. 3. Вып. 1. Менскія акты (XV—XVIII ст.) / Склад. З. Даўгяла. — Мінск: Інстытут беларускай культуры, 1930. — 413 с.
- З беларускага пісьменства XVII ст. ― Мінск, 1927.
- Літоўская метрыка і яе каштоўнасць для вывучення мінуўшчыны Беларусі. ― Рыга, 1933.
- Матэрыялы да гісторыі мануфактуры Беларусі ў часы распада феадалізма. Т. 1 (1796—1840) / Склад. З. Даўгяла. — Мінск: Выдавецтва АН БССР, 1934. — 300 с.
- Матэрыялы да гісторыі мануфактуры Беларусі ў часы распада феадалізма. Т. 2. (1841—1864) / Склад. З. Даўгяла. — Мінск: Выдавецтва АН БССР, 1935. — 380 с.
- Гісторыя Беларусі ў дакументах і матэрыялах. Т.1. (IX—XVIII ст.). — Мінск: Выдавецтва АН БССР, 1936. — 678 с.

### Другие публикации
- Крест преподобной Ефросинии, княжны Полоцкой: (исторический эскиз) — Витебск: Губернская типография, 1895. — 25 с.
- Описание предметов древности, поступивших в Витебское церковно-археологическое древлехранилище по ноябрь 1897 года (в соавторстве с Н. Я. Никифоровским) — Витебск: Губ. типо-литогр., 1899.
- Материалы для истории местной Витебской прессы. А.Духовный орган — Витебск: Губерн. типолитогр., 1899.
- Оршанский гербовник: Отт. из 28-го вып. Ист.-юрид. материалов, извлеч. из древних актовых книг губерний: Витебской и Могилевской", хранящихся в Центр. архиве в Витебске — Витебск: (Губ. типо-литогр.), 1900. — 96 с.
- Полоцкая епархия к 1903 году — Витебск: Губернская типо-литография, 1903. — 106 c.
- Лепель, уездный гор. Витебской губ.: Хроника минувшей жизни — Витебск: Губ. типолитогр., 1905.
- Смоленск в 1654 г.: несколько слов по поводу 250-летия со времени окончания польского владычества в г. Смоленске (23 сентября 1654 — 3 октября 1904 г.) — Вильна: Типография А. Г. Сыркина, 1905. — 40 c.
- Витебская духовная семинария (1806—1906): Заметки и воспоминания. — Витебск: Тип. М. Б. Неймана, 1907. — 84 с.
- Петр Великий для Западной Руси: на память о 200-летии Полтавской победы — Вильна: Электро-типография «Русский почин», 1909. — 15 c.
- Перенесение св. мощей преп. Евфросинии из Киева в Полоцк: Подроб. описание церков.-нар. торжеств по пути следования св. мощей с изображением преподоб. Евфросинии и многими рис. — Вильна: Полоц. церк. братство, 1910. — 80 с.
- Город Борисов Минской губернии (в соавторстве) — Вильна: Сев.-Западный отдел Императорского Русского географического общества, 1910. — 38 c.
- Магілёўскае «Брацтва прасалаў». — Мн., 1926?
- Заслаўе на Міншчыне. ― Запіскі аддзела гуманітарных навук Інбелкульта, 1928, кн. 5.
- Polociae moenia: Гіст.-тапагр. нарыс полац. умацаванняў — Мн., 1928.

## Семья
- Отец — Иоанн Максимильянович;
- Жена — Елена Васильевна Демидовская;
- Сын ― Константин (1900), преподавал в Одесском мединституте;
- Сын — Николай (1898), был основателем и первым заведующим кафедрой нормальной анатомии Донецкого национального медицинского университета имени М. Горького в 1930—1965 годах;
- Дочь — Екатерина (1902);
- Дочь — Вера.